# Intervision
Pour le concours musical, voir Concours Intervision de la chanson.
L'intervision est un dispositif particulier de rencontres entre pairs professionnels afin qu’ils échangent leurs expériences.

## Domaines
L'intervision se pratique notamment entre praticiens des secteurs sanitaires, sociaux, médico-sociaux, éducatifs et judiciaires. 

## Approches
L'intervision permet aux pairs de réfléchir collectivement sur leurs conduites professionnelles, au travers d'une mise en commun de la pratique d'un des membres du groupe, voire de ses difficultés à faire face à des situations complexes ou à des résultats insatisfaisants dans l'accomplissement de ses missions.
Il existe une assez grande diversité d'approches pour la mise en œuvre de l'intervision, selon les secteurs concernés, les spécialités exercées par les membres, l'objectif poursuivi par le groupe, le référentiel théorique d'analyse ou encore des facteurs culturels liés aux pays où elle se pratique.
L'intervision se différencie assez sensiblement de la supervision (clinique en institution), bien qu'elle puisse être considérée comme une mise en application des groupes d'analyse des pratiques professionnelles.